# 공주 귀산리 만경노씨 삼의사 생가지
공주 귀산리 만경노씨 삼의사 생가지(公州 貴山里 萬頃盧氏 三義士 生家址)는 대한민국 충청남도 공주시 우성면 심산리에 있는, 임진왜란 당시 금산전투에서 칠백의사와 함께 전사한 노씨 3의사(義士)로 불리는 노응환(盧應晥), 노응탁(盧應晫), 노응호(盧應皓) 3형제가 출생한 곳이다. 1979년 12월 19일 충청남도의 기념물 제23호로 지정되었다.

## 개요
임진왜란 당시 금산전투에서 칠백의사와 함께 전사한 노씨 3의사(義士)로 불리는 노응환(盧應晥), 노응탁(盧應晫), 노응호(盧應皓) 3형제가 출생한 곳이다.
노응환․노응탁 형제는 중봉 조헌의 문인으로 1592년 임진왜란이 일어나자 스승을 따라 청주성 전투와 금산 전투에 참가하였다가 금산에서 순절하였다. 순조 31년(1831년) 증직(贈職)과 함께 명정(銘旌)을 받아 이곳에 정려를 건립하였다. 노응호는 19세의 나이로 두 형을 따라 청주성 전투에 참전하였다가 조헌의 명으로 호서지역의 군량을 모으기 위해 진영을 떠나게 되었다. 그러나 군량을 모아 금산으로 갔을 때는 이미 두 형을 비롯한 칠백의사가 모두 장렬히 순절한 뒤였으므로 형들의 시신을 찾아 고향에 안치한 직후 세상을 떠났다. 고종 29년(1892년)에 명정(銘旌)을 받아 우성면 반촌리에 정려를 건립하였는데, 1982년 삼의사를 세우면서 지금의 자리로 이건(移建)하였다.

## 같이 보기
- 금산 전투
- 금산 칠백의총 (사적 제105호)

## 참고 자료
- 공주귀산리만경노씨삼의사생가지 - 국가유산청 국가유산포털